# Alabat Watershed Forest Reserve
Das Alabat Watershed Forest Reserve liegt auf der Insel Alabat, Philippinen. Es wurde am 18. September 1987 auf einer Fläche von 323 Hektar in der Provinz Quezon auf den Gemeindegebieten von Alabat, in den Barangays Bacong, Caglate, Villa Norte und Villa Victoria eingerichtet. Es steht im Anhang des Nipas Gesetzes von 1992 und ist ein Initialbestandteil des Gesetzes. 
Das Naturschutzgebiet liegt ca. 180 km südöstlich von Manila im Zentrum der langgestreckten Insel Alabat, in der Bucht von Lamon. Es umfasst die größten Regenwaldbestände auf der Insel. Im Naturschutzgebiet liegen der Mount Kamagong (412 Meter über dem Meeresspiegel) und das Quellgebiet des Langas Rivers und seiner Zuflüsse. 
Das Naturschutzgebiet beherbergt ein weites Spektrum der Flora und Fauna der Philippinen. An wichtigen Tropenhölzern und seltenen Pflanzen finden sich Mabolo, auch Kamagong genannt, (Diospyros blancoi, syn. Diospyros discolor), Narrabaum (Pterocarpus indicus), Marang Litsea perrottetil, Amugis Koordersiodendoon pinnatum, Yakal (Shorea astylosa), die Gattung Lauan (Shorea spp.), Apitong (Dipterocarpus grandiflorus) und Malugai (Pometia pinnata). 
Von der Fauna sind Bestände verschiedener Arten der Säugetiere, Reptilien, Amphibien und Insekten bekannt. 

## Quelle
- Investitionstudie des DENR in der Region Calabarzon (Seite nicht mehr abrufbar, festgestellt im Juni 2020. Suche in Webarchiven)
- Der Nationalpark auf der Seite des PAWB (Protected Areas and Wildlife Bureau)